# 海柔兒·賀加斯
海柔兒·賀加斯（Hazel Hogarth，1883年—1940年），是一名英格蘭已退役羽球運動員。賀加斯在1904年至1929年間入選英格蘭隊了13次，被認為是反手發球的創新者。她在全英羽球錦標賽上取得了巨大的成功，共贏得了11個冠軍。